# Händlermarke
Eine Händlermarke (Retail Brand) ist im Gegensatz zu einer Handels- oder Eigenmarke der Markenname eines Handelsunternehmens als Ganzes sowie der von ihm vertriebenen Produkte. Eine Händlermarke entsteht, wenn der Name des Händlers bedeutender ist als die der von ihm vertriebenen Produkte und Hersteller.

## Definition
Der Begriff Händlermarke grenzt sich von dem der Handelsmarke oder Eigenmarke dahingehend ab, dass sich letztere nur auf einzelne Produkte oder Produktgruppen innerhalb des Sortiments eines Handelsunternehmens beziehen, eine Händlermarke aber für den Händler als Ganzes steht. Der Händler vertreibt Handelsmarken, ist aber selbst Händlermarke. Gelegentlich wird in der wissenschaftlichen Literatur jeder als Marke eingetragene Händlername als Händlermarke bezeichnet und dabei in starke und schwache Händlermarken unterschieden; in der Praxis werden aber nur die starken überhaupt als Händlermarke wahrgenommen.

## Funktion
Eine Händlermarke zeichnet aus, dass der Kunde den Händler selbst als den Garanten für die Qualität der dort verkauften Produkte sieht und dies mit hoher Kundenloyalität honoriert, die Markenbindung an einzelne Produkte ersetzt und so dem Händler ein reduziertes Sortiment ermöglicht.

## Die bekanntesten Händlermarken
- Amazon
- Aldi[1]
- Lidl[2]
- Edeka[2]
- Media Markt[2]
- Ikea[1]
- H&M[1]
- Tchibo[1]

Quelle: Millward Brown BrandZ-Ranking 2018